# Hellinsia lienigianus
Hellinsia lienigianus là một loài bướm đêm thuộc họ Pterophoridae. Nó được tìm thấy ở miền Cổ bắc (từ châu Âu tới Nga, Hàn Quốc, Trung Quốc và Nhật Bản), Ấn Độ, Đông Nam Á, Châu Phi và Queensland ở Úc.
Sải cánh dài 17–21 mm. Con trưởng thành bay vào tháng 7 tại Đảo Anh.
- Australian Insects Lưu trữ ngày 4 tháng 10 năm 2010 tại Wayback Machine
- Australian Faunal Directory
- UKmoths